# Solar Decathlon Middle East
Der Solar Decathlon Middle East wurde 2015 durch ein Memorandum des US-Energieministeriums, des Dubai Supreme Council of Energy sowie der Dubai Electricity and Water Authority ins Leben gerufen. Analog zum US-Solar Decathlon ist der SDME ein technisch-interdisziplinärer Wettbewerb, bei dem Teams von Studierenden jeweils ein Haus entwerfen und bauen, dessen Energiebedarf allein durch Sonnenenergie gedeckt wird. Wie auch beim Solar Decathlon Africa liegt ein Fokus auf den sozialen und kulturellen Rahmenbedingungen der Region sowie der dort vorherrschenden klimatischen Bedingungen, die sich durch hohe Temperaturen, hohe Luftfeuchtigkeit und Staub auszeichnen.
Der Solar Decathlon Middle East ist – wie die SD-Formate in Europa, China oder in den USA – für Teams aus aller Welt offen.

## SDME 2018
Am ersten SDME nahmen 15 Teams von 28 Hochschulen aus 11 Ländern teil. Der eigentliche Wettbewerb fand vom 14.–29. November 2018 im Mohammed bin Rashid Al Maktoum Solar Park statt.
Die zehn Wettbewerbskategorien wurden leicht modifiziert und beinhalten die Bewertung folgender zehn Teildisziplinen.
- Architektur
- Technische Umsetzung & Konstruktion
- Energiemanagement
- Energieeffizienz
- Komfortfunktionen
- Ausstattung mit Haushaltsgeräten
- Nachhaltige Mobilität
- Nachhaltigkeit
- Kommunikation
- Innovation

### Teams des SDME 2018
- Team Aqua Green[3], Ajman University
- Team AURAK[4], American University of Ras Al Khaimah
- Team ORA[5], Heriot-Watt University Dubai
- Team Jeel[6], American University in Dubai
- / Team Know-Howse, University of Ferrara, University of Sharjah
- Team NYUAD[7], New York University Abu Dhabi
- / Team UOW[8], University of Wollongong-Australia, University of Wollongong-UAE, Tafe Illawarra
- / Team BaityKool[9], University of Bordeaux Amity University Dubai, An-Najah National University Palästina
- Team Sapienza[10], Sapienza University of Rome
- Team MizanHome[11], Universiti Teknologi Malaysia, Universiti Sains Islam Malaysia
- Team VIRTUe[12], Eindhoven University of Technology
- / Team EFdeN[13], Birla Institute of Technology and Science Pilani Dubai Campus, Ion Mincu University of Architecture and Urbanism, Technical University of Civil Engineering Bucharest, University Politehnica of Bucharest
- Team KSU[14], King Saud University
- Team TDIS[15], National Chiao Tung University
- Team Virginia Tech[16], Virginia Tech

### Gewinner des SDME 2018
1. Platz Team Virginia Tech
2. Platz Team UOW
3. Platz Team BaityKool

## SDME 2021
Der zweite Solar Decathlon Middle East fand ebenfalls in Dubai statt, die Wettbewerbskategorien blieben unverändert. 8 Teams von 12 Hochschulen in 5 Ländern nahmen teil. Der Event wurde teilweise im Rahmen der Expo 2020 abgehalten, deren Beginn durch die Covid-19-Pandemie auf den 1. Oktober 2021 verschoben wurde.
Neben den 10 Wettkampfdisziplinen sollen die Wettbewerbsbeiträge auch die „sieben Säulen“ widerspiegeln, die auch als Zielvorstellungen der Expo 2020 benannt wurden: Nachhaltigkeit, Zukunft, Innovation, erneuerbare Energie, Mobilität, kluge Lösungen („Smart Solutions“) und Glück.

### Teams des SDME 2021
- Team OASIS
- Team Harmony, The British University in Dubai[19]
- Team ESTEEM, Heriot-Watt University[20].
- Team KU,  Khalifa University[21]
- Team TAWAZUN, Manipal Academy of Higher Education Dubai Campus[22]
- TeamSCUTxCCSIC, South China University of Technology[23]
- / Team Desert Phoenix, University of Louisville, American University in Dubai, American University in Sharjah, Higher Colleges of Technology[24]
- Team Sharjah, University of Sharjah[25]

### Rangliste SDME 2021
Auf den ersten drei Plätzen lagen nach Auswertung aller zehn Disziplinen die Teams
1.	Team SCUTxCSCEC
2.	Team Sharjah
3.	Team Go Smart